# Koenigsegg CCX
Koenigsegg CCX — суперкар производства компании Koenigsegg. CCX это аббревиатура Competition Coupe X. Где X обозначает 10-ю годовщину с момента создания первой CC в 1996 году. CCX предназначен для рынка США, поэтому спроектирован с учетом американских требований.
Разработана модификация CCXR — двигатель настроен для работы на биотопливе. Альтернативное топливо и изменённые настройки позволили CCXR получить мощность на 25 % выше, чем у модели CCX.

## Технические характеристики

### Двигатель
В CCX используется созданный и собранный Koenigsegg, полностью алюминиевый, 4700 см³ V8 двигатель, основанный на архитектуре Ford Modular, усиленный центробежными нагнетателями Rotrex с давлением наддува 1.2. Двигатель развивает мощность в 806 л. с. (593 кВт) и крутящий момент 920 Н·м при использовании бензина с октановым числом 91 (стандарт США), 862 л. с. (634 кВт) при использовании бензина с октановым числом 95 (Евро стандарт) и 850 л. с. при использовании биотоплива.

### Кузов
Двухдверный двухместный. Кузов сделан из углеволокна (карбона) армированного кевларом и специального лёгкого материала для съёмной крыши.

### Подвеска и тормоза
Передняя и задняя подвеска: Двойные вильчатые рычаги, настраиваемые гоночные газо-гидравлические амортизаторы. Регулируемый электронным образом клиренс.
Передние и задние тормоза: Вентилируемые дисковые Ø 362 мм, ширина 32 мм. Используется продвинутая система контроля Koenigsegg. Опционально: Передние тормоза: керамические дисковые Ø 380×34 мм. Задние тормоза: керамические дисковые Ø 362 мм. Тормозной путь: 31 метр (100-0 км/ч)

### Диски, шины
Koenigsegg, из сплава магния с центральной гайкой крепления.
Опционально: Карбоновые / Магниевые диски
Спереди: 19" x 9.5". Сзади: 20" x 12.5"
Michelin Pilot Sport 2. Ненаправленные, с асимметричным шагом.
Спереди: 255/35-19" (Y). Сзади: 335/30-20" (Y)

### Цена
По состоянию на март 2006, цена начиналась от €458,000 ($578,866). Полностью укомплектованный CCX стоит €510,000 ($644,589) .

## Модификации

### CCXR
CCXR является «экологически чистой» версией CCX, с двумя изменёнными двухкамерными нагнетателеми на двигателе V8 от модели CCX, использующим как топливо E85 или E100 на этаноле, так и стандартный бензин с октановым числом 98. При работе на обычном бензине CCXR развивает 806 л.с., но когда автомобиль использует биотопливо E85, двигатель развивает 1018 л.с. Christian von Koenigsegg сказал: «Наши инженеры не могли поверить в эти цифры, когда мы тестировали машину».

### CCXS
CCXS   был выпущен в 2008. Имеет белый цвет и желтый салон, выпущен в единственном экземпляре, больше ничего об автомобиле не известно.

### CCX Edition
Автомобиль является улучшенной модификацией модели CCX, в которой полностью отсутствует лако-красочное покрытие кузова. Тираж автомобиля составил 14 штук CCX Edition и 6 CCXR Edition.
Под капотом модели CCX Edition установлен тот же двигатель что и у модели CCX.  Модель можно отличить от простого CCX по увеличенному переднему сплиттеру, заднему антикрылу, надписи Edition на заднем бампере и новыми дисками уникального дизайна. У авто также появились новые элементы интерьера:
1. Новые коврики в салоне
2. Надпись Edition на порогах
3. Надпись Edition на приборной панели
4. Другое расположение кнопок на центральной консоли
5. Цвет сидений совпадает с цветом ковриков

Авто поставлялось с камерой заднего вида и навигационной системой с завода, в отличие от CCX, где это было доступно лишь опционально 
- Разгон: 0-100 км/ч - 3 секунды
- Разгон: 0-200 км/ч  - 9.05 Секунд
- Разгон-Торможение: 0-200-0 км/ч - 13.85 Секунд
- Максимальная скорость: 400+ км/ч (Без заднего антикрыла)
- Расход топлива: (Трасса): 13 л/100км
- Расход топлива: (Смешанный цикл): 17л/100км
- Развесовка автомобиля: 45% перед, 55% зад[13]

Также автомобиль оснащен выпускной системой из жаропрочного, лёгкого сплава Inconel на основе никеля. Цена автомобиля составляла 1 330 000€.
CCXR Edition, в отличие от CCXR, получил модифицированные амортизаторы, более жесткие пружины и более жесткие  стабилизаторы поперечной устойчивости.

### CCGT
Гоночный автомобиль, произведенный компанией Koenigsegg в Швеции. Представленный на Женевском автосалоне в 2007 году, созданный на базе дорожной модели Koenigsegg CCX. Гоночная версия была создана в единичном экземпляре..
CCGT очень похож на автомобиль на Koenigsegg CCX.  Koenigsegg CCGT разработан в соответствии с требованиями правил GT1 Чемпионата FIA GT и ACO, организатора 24-часов Ле-Мана. Вес уменьшен до 1100 кг, двигатель развивает мощность 600 лошадиных сил, сам двигатель V8  без компрессора объемом 5 л.
Поскольку CCGT был построен в единичным экземпляре, он не может быть сертифицирован согласно требованиям ФИА, так как должно было быть построено не менее 350 серийный автомобилей..

## Другое
Предпродажный образец CCX был рассмотрен в автомобильной программе канала BBC Top Gear. CCX управлялся Джереми Кларксоном, который очень хвалил автомобиль, но в то же время критиковал его за нехватку прижимной силы, которую он приписывал отсутствию заднего спойлера. Позже в этой же программе автомобиль был разбит, будучи ведомым пилотом Стигом, который также предположил, что машина стала бы быстрее и устойчивее со спойлером. Koenigsegg сказала, что они добавят спойлер на машину в ближайшем будущем и затем вновь предоставят её программе Top Gear для дальнейших испытаний.
28 мая 2006 Koenigsegg предоставила программе Top Gear CCX с задним спойлером. Стиг снова поехал круг на время и установил рекорд круга — 1:17,6. Задний спойлер из углеволокна доступен как опция, так как он снижает максимальную скорость автомобиля до 370 км/ч (230 миль/ч).